# 榎町站
榎町站（日语：／ Enokimachi eki */?）是隸屬於富山地方鐵道的鐵路車站，座落於富山縣中新川郡立山町，為立山線的車站，車站編號為T47。本車站只停靠普通列車，並全部可直通至本線至電鐵富山站。
本站是立山線內繼五百石站和立山站後第三最多人使用的車站，縱然大部份時間都是無人站，但平日早上會安排站員負責站務事宜，但不負責發售車票事宜。車站主要服務大字五百石南部、米澤南部、榎北部和坂井澤的北部的居民，以及車站旁的町立雄山中學校和町立立山中央小學校的學生，反而所地在的大字前澤，相對的民居並不多。

## 車站結構

### 站房
單層木及組合夾板所建成的站房一座，左側為候車室，右側為已停止使用的站務室。採用開放式閘口，通過後，會經過一小段袝設上蓋的走廊，再上數級樓梯後直達月台部份。站房外左邊設有單車停泊處，右邊則設有洗手間。

### 月台配置
1面1線的側式月台，不能作交換之用，亦未設有無障礙斜道，有效長度為3輛。約一半的月台都附有上蓋，近站房的部份更設有封閉式背板。列車靠站時，往立山站方向為左側上落，往電鐵富山站方向為右側上落。
| 路線    | 方向 | 目的地           | 備註 |
| ------- | ---- | ---------------- | ---- |
| ■立山線 | 上行 | 電鐵富山方向     |      |
| ■立山線 | 下行 | 岩峅寺、立山方向 |      |

## 歷史
- 1921年3月19日：立山鐵道五百石站～立山站（即現時岩峅寺站）開業[2]。
- 1931年3月20日：立山鐵道併入富山電氣鐵道內[3]。
- 1936年8月18日：五百石站～岩峅寺站改為1067毫米軌闊及電化，並與富山電氣鐵道的「寺田支線」接軌，列車開始可由本站沿寺田支線直通至富山田地方站（即現時電鐵富山站附近）。
- 2019年3月16日：增設車站編號[4]。

## 利用人數
| 乘車人員推算 | 乘車人員推算    | 乘車人員推算 |
| 年度         | 1日平均上落人數 |              |
| ------------ | --------------- | ------------ |
| 1998年       | 524             |              |
| 1999年       | 483             |              |
| 2000年       | 466             |              |
| 2001年       | 440             |              |
| 2002年       | 434             |              |
| 2003年       | 421             |              |
| 2004年       | 405             |              |
| 2005年       | 416             |              |
| 2006年       | 415             |              |
| 2007年       | 399             |              |
| 2008年       | 378             |              |
| 2009年       | 367             |              |
| 2010年       | 369             |              |
| 2011年       | 380             |              |
| 2012年       | 392             |              |
| 2013年       | 379             |              |
| 2014年       | 386             |              |
| 2015年       | 402             |              |
| 2016年       | 402             |              |
| 2017年       | 411             |              |
| 2018年       | 417             |              |

## 相鄰車站
富山地方鐵道
■立山線
特急「立山」、「阿爾卑斯」（只限15/4至30/11）、快速急行（下行）
通過
普通
五百石（T46）- 榎町（T47）- 下段（T48）

## 外部連結
- 富山地方鐵道榎町站公式網頁。 （页面存档备份，存于）（日語）